# Licodia Eubea
Licodia Eubea est une commune italienne de la province de Catane dans la région Sicile en Italie.

## Géographie
Licodia Eubea est située à 600 m d'altitude. Elle se trouve entre deux collines, la colline du Chateau medieval et la colline du Calvaire.

## Administration
| Période                                  | Période | Identité      | Étiquette | Qualité |
| ---------------------------------------- | ------- | ------------- | --------- | ------- |
| 2022                                     |         | Santo Randone |           |         |
| Les données manquantes sont à compléter. |         |               |           |         |

### Communes limitrophes
Caltagirone, Chiaramonte Gulfi, Giarratana, Grammichele, Mazzarrone, Mineo, Monterosso Almo, Vizzini